# Phallichthys quadripunctatus
Phallichthys quadripunctatus är en fiskart som beskrevs av Bussing, 1979. Phallichthys quadripunctatus ingår i släktet Phallichthys och familjen Poeciliidae. Inga underarter finns listade i Catalogue of Life.